# Zwartkopleeuwaapje
Het zwartkopleeuwaapje (Leontopithecus caissara)  is een zoogdier uit de familie van de klauwaapjes (Callitrichidae). De wetenschappelijke naam van de soort werd voor het eerst geldig gepubliceerd door Lorini & Persson in 1990.

## Voorkomen
De ernstig bedreigde soort komt alleen voor op het eiland Superagui en het tegenovergelegen vasteland van Brazilië.